# Павло Кіреу
Павло Кіреу (нар. 27 вересня 1952, село Новоселівка, Одеська область, Україна — пом. 8 листопада 2008) — полковник з Республіки Молдова, який служив начальником Генерального штабу Армії Республіки Молдова.

## Життєпис
Павло Кіреу народився 27 вересня 1952 року в селі Новоселовка Одеської області (Україна). Був офіцером Радянської Армії.
Після створення Армії Республіки Молдова (1991) він був одним з офіцерів, які стояли в основі створення Національної армії, виконуючи ключові функції в Генеральному штабі. Начальником Генерального штабу армії Республіки Молдова та першим заступником міністра оборони призначено полковника Павла Кіреу. Його було звільнено з цієї посади 20 березня 1997 року, замінивши його Володимиром Донцулом.
Потім працював командиром бригади, радником міністра оборони, внісши великий внесок у розбудову та стабілізацію статуту військової установи. Проявив себе як гарний організатор і керівник, який мав ґрунтовну профільну підготовку.
8 листопада 2008 року полковник запасу Павло Кіреу раптово помирає.